# Gunhild Tegen
Gunhild Maria Elisabet Tegen, född 15 augusti 1889 på Alnön vid Sundsvall, död 24 maj 1970 i Stockholm, var en svensk författare och översättare. 

## Biografi
Gunhild Tegen var dotter till sjökaptenen Johan Petter Nordling och hans hustru Maria Erika Dahlén. Efter folkskollärarexamen 1910 studerade hon vid Uppsala universitet 1911–1912. Under åren 1913–1914 arbetade hon som lärare vid Sundsvalls flickskola och 1915 gifte hon sig med den blivande professorn i praktisk filosofi Einar Tegen. Paret flyttade tillbaka till Uppsala. I december 1916 föddes dottern Inga och tre år senaresonen Martin.
Under 1920-talet medarbetade Tegen i flera tidskrifter med noveller, kåserier och artiklar. Hon fick även uppdrag som översättare på Lindblads förlag i Uppsala. Debutboken Eros i Uppsala publicerades 1929 under pseudonymen Tor Tilja och bygger på självbiografiskt material från tiden i Uppsala. I samband med att Einar Tegen blev professor i Lund 1931 flyttade familjen dit och 1937 till Stockholm då Einar Tegen fått arbete vid Stockholms högskola.
Våren 1934 läste Tegen en rapport om situationen i Tyskland, skriven av den tyske riksdagsledamoten Gerhart Seger, som den 14 juni 1933 häktats och förts till ett nyinrättat koncentrationsläger. Han skrev rapporten efter att ha lyckats fly. Den influerade Tegens arbete med ett filmmanuskript som behandlar den judarnas situation, En judisk tragedi, 1935. Svensk Filmindustri hade utlyst en manustävlan 1933 och 694 manus kom in. Tegens manus fick ett hedersomnämnande och det publicerades av Lunds Studenters Filmstudio med ett förord av Marika Stiernstedt. Någon film producerades emellertid aldrig, då ämnet ansågs alltför kontroversiellt.
Tegen engagerade sig under och efter kriget i Kommittén för insamlingen för landsflyktiga intellektuella och var även verksam i flyktinghjälpen och fredsrörelsen. 
Tegen skrev och översatte inom olika genrer. Hon skrev noveller, lyrik och självbiografier. Böckerna En flicka växer upp och En fattig studentska är självbiografiska i sin tematik och publicerades på 1930-talet. Hon beundrade Frida Steenhoff och det finns kopplingar mellan hennes roman Slavar och Steenhoffs Sin nästas hustru. Hon hade nära kontakt med författaren Nelly Sachs som kom till Sverige som flykting i maj 1940. I romanen Jakobs skugga från 1953 behandlas Sachs' och andras flyktingsituation.
Tegen skrev under 1930-talet även artiklar i Arbetet och Morgonbris, noveller i Dagens Nyheter samt tre uppsatser i Allt om äktenskapet, 1934. Hon var ordförande i Malmö-Lunds Yrkeskvinnors klubb och hon var medgrundare av Sveriges första hem- och skolaförening. Hon var medlem i socialdemokraterna fram till 1943, då hon lämnade det i protest mot Sveriges återhållsamma flyktingpolitik.
Under andra världskriget gjorde paret Tegen en lång USA-resa som hon skildrar i Jorden runt i krigstid. Efter kriget arbetade hon och delvis även maken med att dokumentera berättelser av flyktingar och överlevande från nazisternas dödsläger. Materialet publicerades i De dödsdömda vittna, 1945, som redigerades främst av Gunhild Tegen.
Tegen var aktiv i Samarbetskommittén för demokratiskt uppbyggnadsarbete (SDU) som hade sitt ursprung i Fredshögskolan och Greta Engkvists arbete där. Hon var också aktiv i Världssamling för fred och Internationella kvinnoförbundet för fred och frihet. Under 1940-talet reste hon till Sovjet där hon besökte Sofia Kovalevskajas dotter och hon besökte även Kina. Hon var då aktiv i Svenska Kvinnors Vänsterförbund och medlem av Publicistklubben, Sveriges författareförening och Pennklubben.
Hennes sista utgivna bok är en samling dikter Årens tröst från 1964. Hon dog 24 maj 1970.

### Utgivare
- De dödsdömda vittna : enquêtesvar och intervjuer / utgivna av Gunhild och Einar Tegen. Stockholm: Wahlström & Widstrand. 1945. Libris 239903

### Översättningar i urval
- Luise Koppen: Katarina von Bora: Luthers maka (Diakonistyrelsen, 1918)
- Helene Christaller: Över djupen (Lindblad, 1923)
- A. S. M. Hutchinson: En segrare (The happy warrior) (Lindblad, 1924)
- Sundar Singh: Syner från andevärlden (Visions of the spiritual world) (Lindblad, 1926)
- Estrid Ott: Då mor var pojke (Lindblad, 1927)
- Marie Hamsun: Ola och hans syskon (Bygdebørn om vinteren) (Lindblad, 1927)
- Max Dauthendey: Asiens själ: noveller (Lindblad, 1933)
- Lise Lindbæk: En session i Genève (översatt tillsammans med Inga Tegen, Tiden, 1937)